# Olympische Winterspiele 1960/Teilnehmer (Liechtenstein)
| Gelbes Symbol für Goldmedaillen mit stilisierten Olympischen Ringen | Graues Symbol für Silbermedaillen mit stilisierten Olympischen Ringen | Braundes Symbol für Bronzemedaillen mit stilisierten Olympischen Ringen |
| ------------------------------------------------------------------- | --------------------------------------------------------------------- | ----------------------------------------------------------------------- |
| —                                                                   | —                                                                     | —                                                                       |

Liechtenstein nahm an den Olympischen Winterspielen 1960 im US-amerikanischen Squaw Valley mit einer Delegation von drei Athleten teil.
Seit 1936 war es die vierte Teilnahme Liechtensteins an Olympischen Winterspielen.

## Teilnehmer nach Sportarten

### Ski Alpin
- Adolf Fehr
Abfahrt, Männer: 41. Platz – 2:27,4 min
Riesenslalom, Männer: 43. Platz – 2:13,3 min
Slalom, Männer: Disqualifiziert

- Hermann Kindle
Abfahrt, Männer: 49. Platz – 2:29,4 min
Riesenslalom, Männer: 40. Platz – 2:11,7 min
Slalom, Männer: 27. Platz – 2:45,7 min

- Silvan Kindle
Abfahrt, Männer: 49. Platz – 2:29,4 min
Riesenslalom, Männer: 39. Platz – 2:08,9 min
Slalom, Männer: 21. Platz – 2:30,7 min